# Azot-monoksid sintaza
Azot-monoksid sintaza (EC 1.14.13.39, azot suboksidna sintetaza, NO sintaza, NADPH-dijaforaza) je enzim sa sistematskim imenom L-arginin,NADPH:kiseonik oksidoreduktaza (formira azot suboksid). Ovaj enzim katalizuje sledeću hemijsku reakciju
2 -arginin + 3 NADPH + 3 H+ + 4 O2 {\displaystyle \rightleftharpoons } 2 -citrulin + 2 azot suboksid + 3 NADP+ + 42O (sveukupna reakcija)
(1a) 2 -arginin + 2 NADPH + 2 H+ + 2 O2 {\displaystyle \rightleftharpoons } 2 omega-hidroksi--arginin + 2 + + 22O
(1b) 2 omega-hidroksi--arginin + + + 2 O2 {\displaystyle \rightleftharpoons } 2 -citrulin + 2 azot suboksid + + + 22O
Ovaj enzim vezuje FAD, FMN, hem (gvožđe protoporfirin IX) i tetrahidrobiopterin.

## Literatura
- Nicholas C. Price; Lewis Stevens (1999). Fundamentals of Enzymology: The Cell and Molecular Biology of Catalytic Proteins (Third изд.). USA: Oxford University Press. ISBN 019850229X.
- Eric J. Toone (2006). Advances in Enzymology and Related Areas of Molecular Biology, Protein Evolution (Volume 75 изд.). Wiley-Interscience. ISBN 0471205036.
- Branden C; Tooze J. Introduction to Protein Structure. New York, NY: Garland Publishing. ISBN 0-8153-2305-0.
- Irwin H. Segel. Enzyme Kinetics: Behavior and Analysis of Rapid Equilibrium and Steady-State Enzyme Systems (Book 44 изд.). Wiley Classics Library. ISBN 0471303097.

## Spoljašnje veze
- Nitric-oxide+synthase+(NADPH+dependent) на 